# 阿尔文·赫格
阿尔文·赫格（英語：Alvin Heggs，1967年12月12日—），美国NBA联盟前职业篮球运动员。